# مانند من
«مانند من» ترانه‌ای از خوانندهٔ بریتانیایی زین ملک است که در سال ۲۰۱۶ میلادی به‌عنوان دومین تک‌آهنگ آلبوم ذهن من منتشر شد.